# 安藤宏寿
安藤 宏寿（あんどう ひろとし、1930年11月24日 - 2007年6月26日）は、日本の経営者。日清食品社長を務めた。大阪府出身。創業者安藤百福の長男。

## 経歴・人物
1952年に関西学院大学法学部を中退し、アメリカなどでの留学を経て、1958年12月に日清食品に入社し、専務にも就任。副社長を経て、1981年6月に社長に就任。だが2年後の1983年8月、宏寿は経営方針をめぐって父で会長の安藤百福と対立し、社長を退任した。その後は百福が会長兼任で社長に復帰、さらにその後は異母弟の安藤宏基が社長に就任した。
2007年6月26日膵臓癌のために死去。76歳没。